# Partito Democratico Maldiviano
Il Partito Democratico Maldiviano (in inglese Maldivian Democratic Party, MDP; in maldiviano ދިވެހިރައްޔިތުންގެ ޑިމޮކްރެޓިކް ޕާޓީ, Dhivehira yitunge dimokretik pati) è un partito politico maldiviano.
È il partito di Mohamed Nasheed, primo Presidente delle Maldive democraticamente eletto nel Paese in occasione delle elezioni presidenziali del 2008 e dimessosi nel 2012 dopo un tentativo di colpo di stato.
Si è ricandidato alle presidenziali del 2013, ma è stato sconfitto al ballottaggio da Abdulla Yameen.

## Storia
Il partito fu fondato da Nasheed nel 2003, allora dichiarato fuorilegge dal regime di Gayoom. Il 6 giugno 2005, con l'introduzione del multipartitismo, venne riconosciuto dal governo. Nel 2008 la lista fu presentata per la prima volta alle elezioni presidenziali.

## Ideologia
Il partito si colloca a centro-destra e sostiene ideologicamente il conservatorismo liberale.

## Risultati elettorali
| Anno | Voti   | Seggi   |
| ---- | ------ | ------- |
| 2009 | 51 184 | 26 / 77 |
| 2014 | 75 670 | 26 / 85 |
| 2019 | 96 354 | 65 / 87 |
| 2024 | 64 650 | 12 / 93 |